# Espectroscòpia de neutrons
La dispersió de neutrons és un mètode espectroscòpic per mesurar els moviments atòmic i magnètic dels àtoms. La dispersió inelàstica de neutrons observa el canvi en l'energia del neutró quan es dispersa des d'una mostra i es pot fer servir per estudiar una àmplia varietat de fenòmens físics, com ara els moviments dels àtoms (dispersionals o saltadors), els modes de rotació de molècules, els modes de so i les vibracions moleculars, el retrocés en fluids quàntics, les excitacions magnètiques i quàntiques o fins i tot les transicions electròniques.